# وكالة اليابان للتعاون الدولي
هيئة التعاون الدولي اليابانية (باليابانية: 独立行政法人国際協力機構 دوكوريتسو غيوسه هوجين كوكوساي كيوريوكو كيكو) (والمعروفة اختصارا باسم جايكا (JICA)) هي منظمة حكومية مستقلة تقوم بتنسيق المساعدة الرسمية للتطوير (ODA) لحكومة اليابان. وتختص بمساعدة النمو الاقتصادي والاجتماعي في الدول النامية، وتعزيز التعاون الدولي.

## التأسيس
تأسست المنظمة الحالية في 1 أكتوبر 2003 كمنظمة حكومية مستقلة بينما كانت قبل ذلك تابعة لوزارة الخارجية اليابانية.

## الفروع
لدى منظمة الجايكا شبكة تتكون من 97 مكتبًا في الخارج، ومشاريع في أكثر من 150 دولة حول العالم بميزانية سنوية تصل إلى 1 ترليون ين ياباني.

## رؤساء المنظمة
- 2003–2012: ساداكو أوكاتا
- 2012–2015: تاناكا أكيهيكو
- منذ 2015: شينيتشي كيتاوكا[6]

## أهداف المنظمة
تنص أهداف الجايكا على ما يلي:
«نحن، كجسر بين شعب اليابان والدول النامية، سنعمل على تقدم التعاون الدولي من خلال مشاركة المعرفة والخبرة وسنعمل على بناء عالم أكثر أمنًا ورخاءً».

## تاريخ المنظمة
كانت الوكالة اليابانية للتعاون الدولي السابقة (المعروفة أيضًا باسم «جايكا»)، منظمة شبه حكومية خاضعة لسلطة وزارة الشؤون الخارجية، وقد تم تشكيلها في عام 1974. وقد تم تشكيل جايكا الجديدة في 1 أكتوبر 2003. أحد المكونات الرئيسية من الإصلاح الشامل للمساعدة الإنمائية الرسمية لليابان الذي قرره البرلمان الوطني في نوفمبر 2006، هو أن الاندماج في عام 2008 سيكون بين جايكا وهذا الجزء من بنك اليابان للتعاون الدولي (JBIC) الذي يقدم حاليًا قروضًا ميسرة للبلدان النامية.
منذ اكتمالها في 1 أكتوبر 2008، أصبحت جايكا الجديدة واحدة من أكبر منظمات التنمية الثنائية في العالم بشبكة من 97 مكتبًا خارجيًا، ومشروعات في أكثر من 150 دولة، وموارد مالية متاحة بحوالي 1 تريليون ين (8.5 مليار دولار)).
كما أن الوكالة المعاد تنظيمها مسؤولة أيضًا عن إدارة جزء من مساعدات المنح اليابانية التي تخضع حاليًا لاختصاص وزارة الشؤون الخارجية، وبالتالي فإن جميع مكونات المساعدة الإنمائية الرسمية الثلاثة الرئيسية - التعاون الفني، والمنح، والقروض الميسرة - تدار الآن تحت سقف واحد.
ستعمل جايكا بشكلها الجديد على تعزيز قدرات البحث والتدريب في السنوات القادمة، حيث تعمل كنوع من مراكز أبحاث المساعدة الإنمائية الرسمية، وتساهم في استراتيجيات التنمية العالمية، وتقوية التعاون مع المؤسسات الدولية، وتكون أكثر قدرة على إيصال موقف اليابان بشأن قضايا التنمية والمساعدات الرئيسية.

## وصلات خارجية
- وكالة اليابان للتعاون الدولي على موقع IMDb (الإنجليزية)
- الموقع الرسمي لمنظمة جايكا